# ZX Interface 2

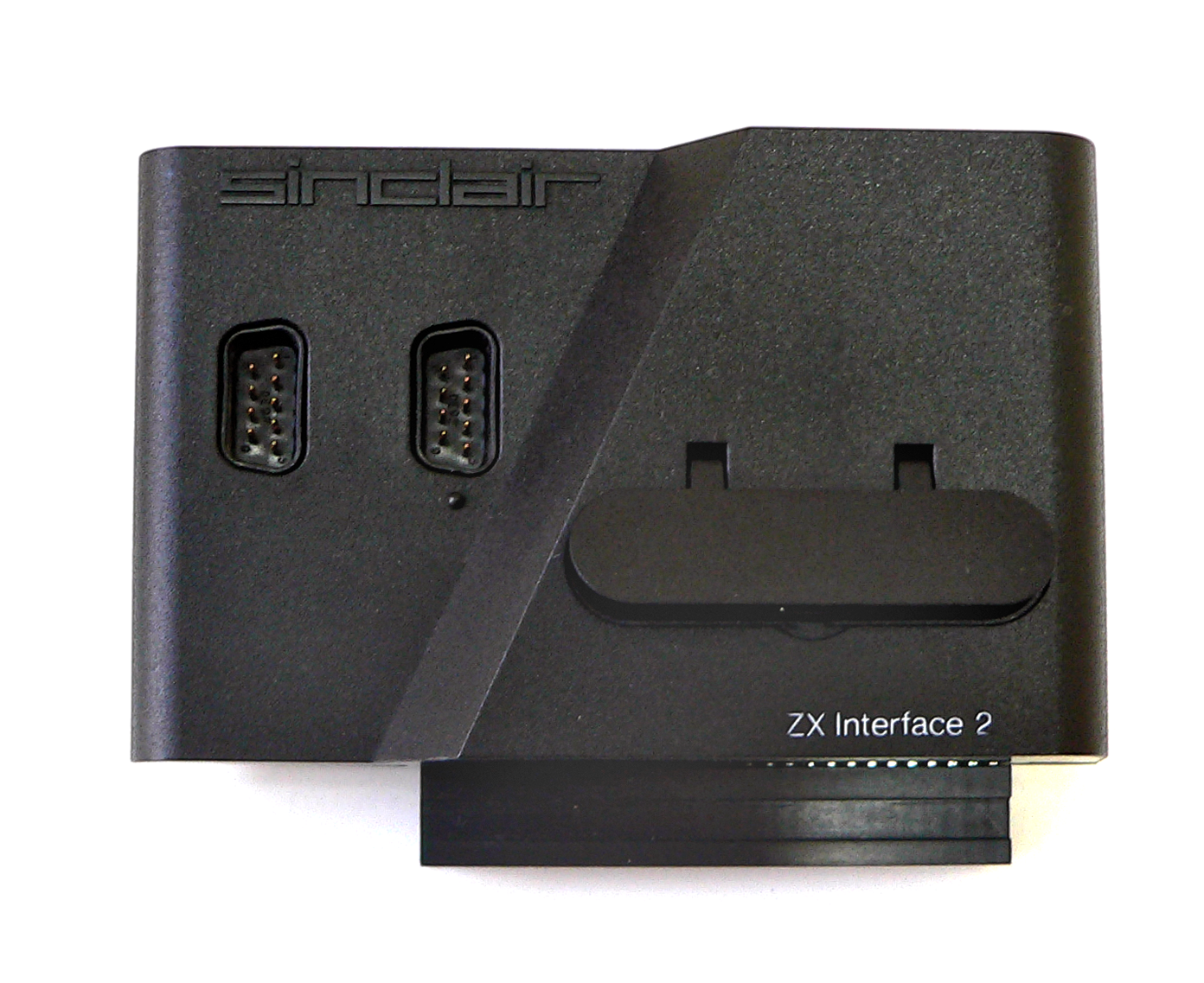
ZX Interface 2

A ZX Interface 2 foi um periférico lançado pela Sinclair Research em setembro de 1983 para uso com o computador doméstico ZX Spectrum. Possuía duas portas de joystick e um slot para cartuchos de ROM, o que possibilitava o carregamento instantâneo de software. As portas de joystick não eram compatíveis com a popular interface Kempston, e assim, não funcionavam com a maioria dos jogos para Spectrum lançados antes da produção da ZX Interface 2. Além disso, a porta de expansão da interface não era completa, permitindo apenas a conexão de uma ZX Printer.
A disponibilidade de software em cartucho era muito limitada: o custo era quase o dobro do jogo vendido em fita cassete, e suportava apenas 16 KiB, tornando o dispositivo quase que instantaneamente obsoleto, visto que a maioria dos Spectrums vendidos eram da versão de 48 KiB, mercado visado pelos produtores de software.

## Títulos em cartucho
Somente dez jogos foram lançados comercialmente:
1. Jetpac
2. PSSST
3. Cookie
4. Tranz Am
5. Chess
6. Backgammon
7. Hungry Horace
8. Horace and the Spiders
9. Planetoids
10. Space Raiders

Paul Farrow demonstrou que é possível produzir cartuchos de ROM "customizados".